# North Eastham
North Eastham é um lugar designado pelo censo localizado no condado de Barnstable no estado estadounidense de Massachusetts. No Censo de 2010 tinha uma população de 1.806 habitantes e uma densidade populacional de 58,38 pessoas por km².

## Geografia
North Eastham encontra-se localizado nas coordenadas 41° 49′ 49″ N, 70° 00′ 14″ O. Segundo a Departamento do Censo dos Estados Unidos, North Eastham tem uma superfície total de 30.94 km², da qual 8.9 km² correspondem a terra firme e (71.24%) 22.04 km² é água.

## Demografia
Segundo o censo de 2010, tinha 1.806 pessoas residindo em North Eastham. A densidade populacional era de 58,38 hab./km². Dos 1.806 habitantes, North Eastham estava composto pelo 97.79% brancos, o 0.28% eram afroamericanos, o 0.39% eram amerindios, o 0.28% eram asiáticos, o 0.17% eram insulares do Pacífico, o 0.06% eram de outras raças e o 1.05% pertenciam a duas ou mais raças. Do total da população o 0.78% eram hispanos ou latinos de qualquer raça.